# Бискинис, Димитриос
 Димитриос Бискинис  (греч.  Δημήτριος Α. Μπισκίνης; Патры, 1891 — Афины, 1947) — греческий художник XX века. Представитель академической школы греческой живописи.

## Биография
Димитриос Бискинис родился в городе Патры в 1891 году.
Отец умер когда Димитрис был ещё ребёнком и будущий художник вырос с дедом иконописцем Георгием Зографосом в селе Кертези, недалеко от городка Калаврита.
Вместе с матерью и братом, переехал в Афины, поступил в Афинскую школу изящных искусств, где учился у Константина Воланакиса, Георгия Ройлоса, Димитрия Гераниотиса и Георгия Яковидиса.
В 1914 году принял участие в конкурсе, проведенном Политехническим институтом и получил стипендию, учреждённую меценатом Георгием Аверофф, для продолжения учёбы за границей.
Первая мировая война задержала отъезд за границу на целых 5 лет.
В 1919 году Бискинис уехал в Париж, где учился в Академии Жюлиана и академии Гранд-Шомьер.
Одновременно Бискинис выставляет свои работы в Парижском салоне (Salon des artistes francais).
Художник вернулся в Афины в 1923 году. Обосновался в районе Зографос, где создал своё ателье.
В 1928 году был назначен преподавателем перспективы и сценографии в Афинской школе изящных искусств на кафедру оставленную по старости Викентием Бокацямбисом. С 1930 и до самой своей смерти в 1947 году, преподавал рисунок на подготовительном факультете.
К концу жизни художника, он стал заместителем директора «Школы».
Художник был дружен с поэтом Костисом Паламасом и иллюстрировал многие книги поэта.
Димитриос Бискинис умер в Афинах в 1947 году.
10 лет после смерти художника, в 1957 году, была организована выставка-ретроспектива в афинской галерее «Парнассос». В 1991 году, в связи со столетием рождения художника, были организованы выставки-ретроспективы на родине художника в Муниципальной галерее Патр и Муниципальной галерее Зографу афинского района Зографос, где художник прожил большую часть своей жизни.

## Работы

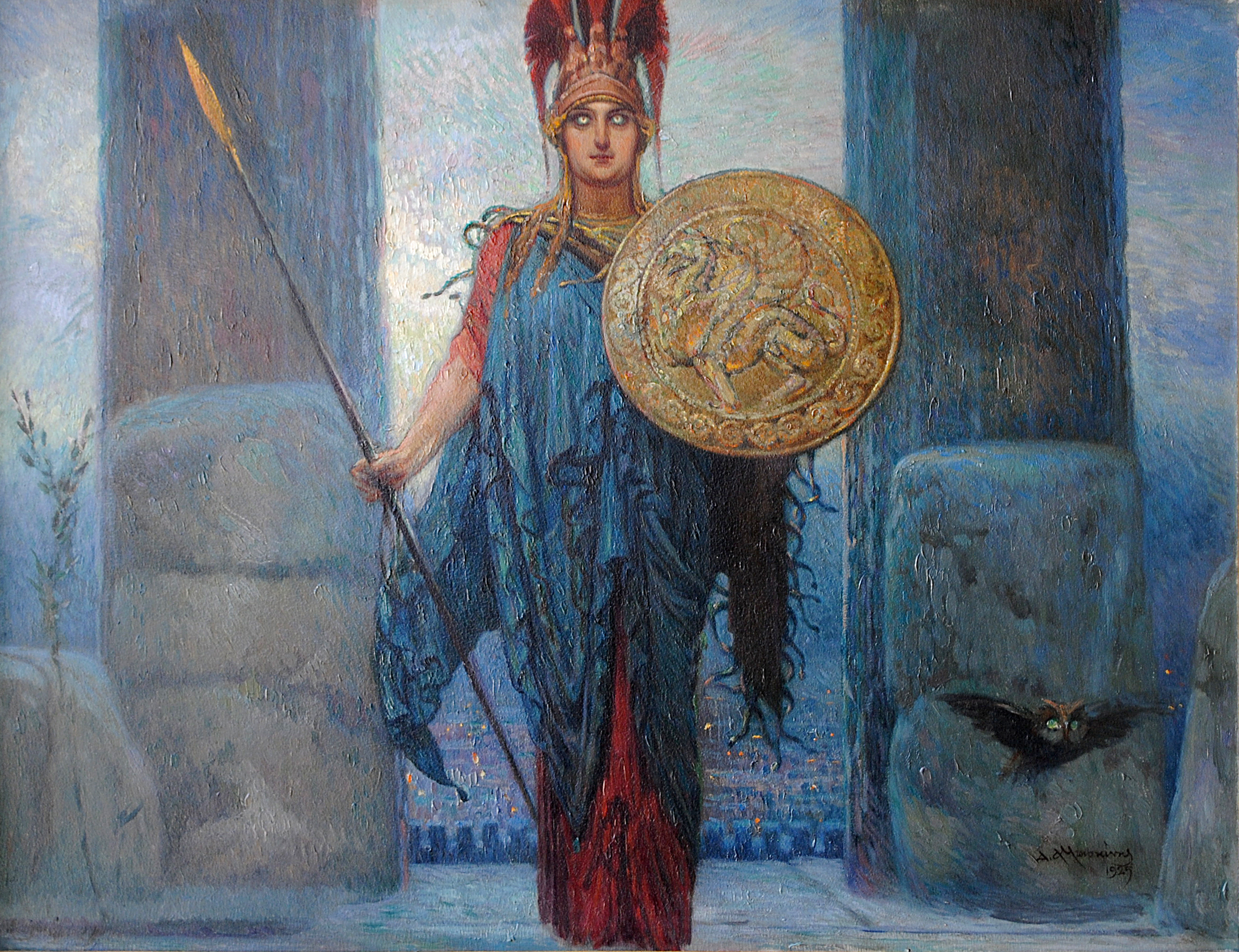
”Афина”

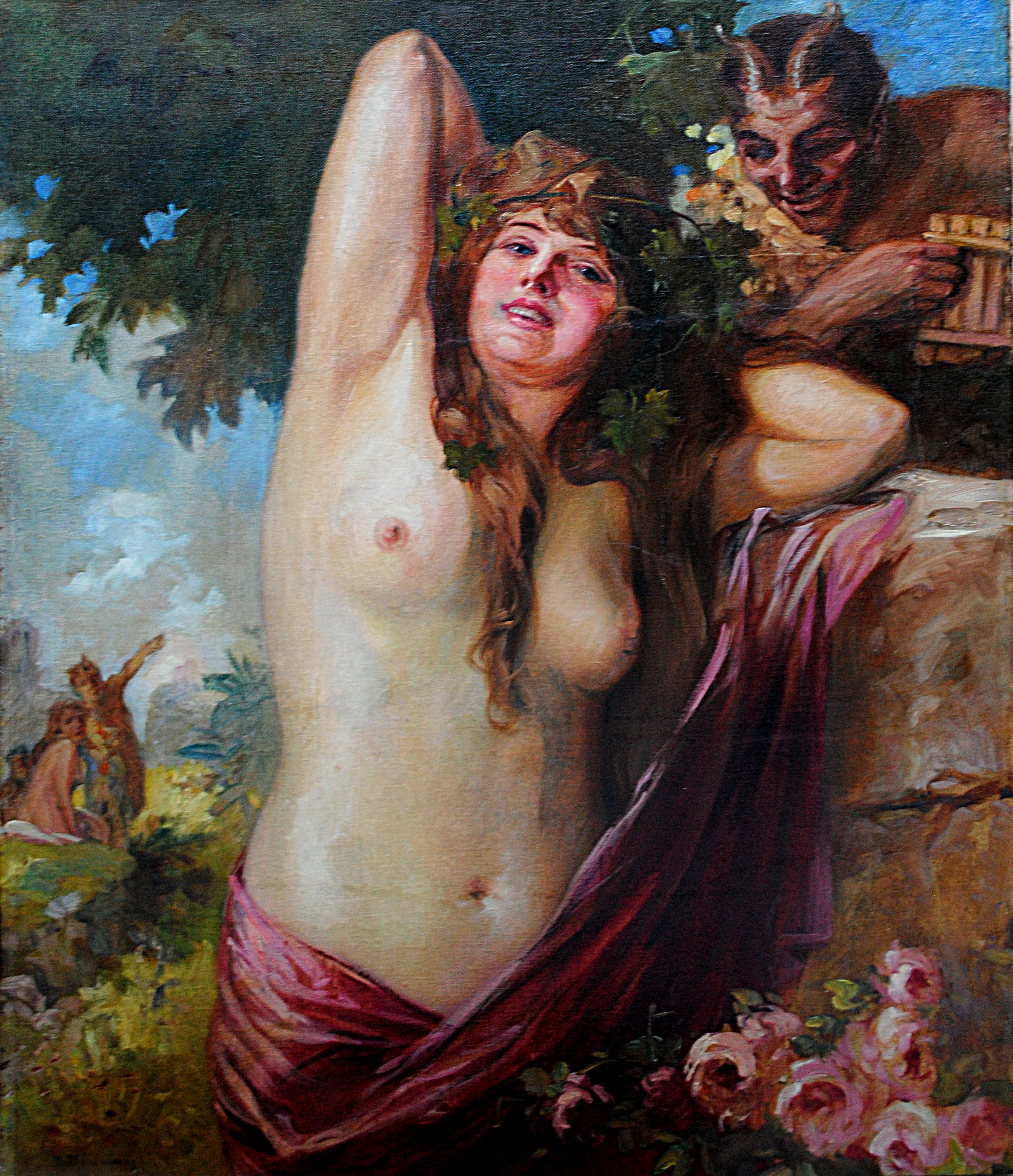
”Символика”

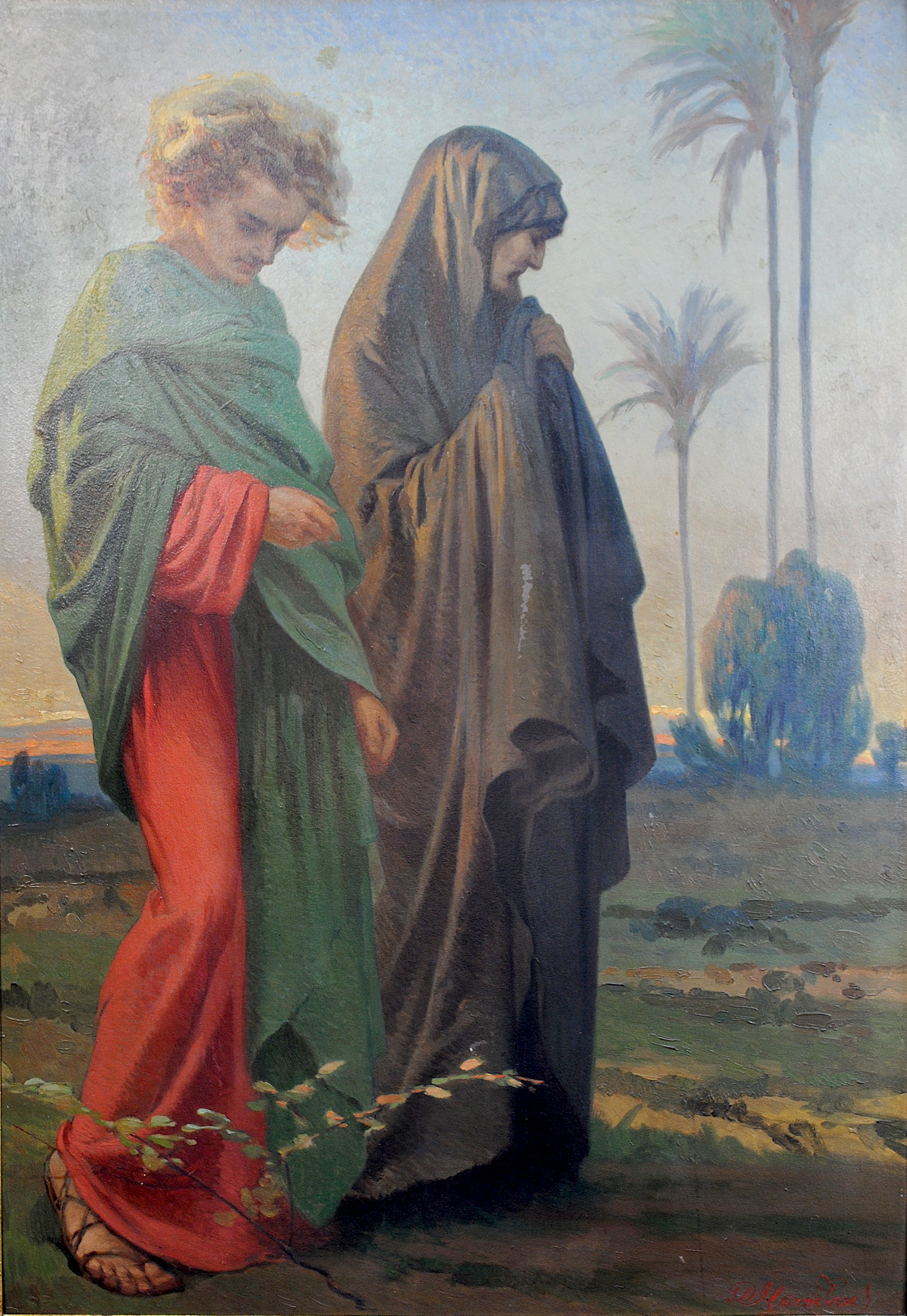
”Богородица и Св. Иоанн”

Бискинис был отличным портретистом, но его тематика охватывала и символические картины академического стиля из греческой мифологии и христианской религии.
Искусствовед Мария Айвалиоти пишет, что Бискинис работал «между французским символизмом и немецким идеализмом» и считает, что его место в греческой живописи находится между Николаосом Гизисом и Константином Партенисом.
В своих ранних работах, Бискинис не отходит от академической традиции.
Поиск нового сам художник сформулировал следующим образом: « По моему мнению важное в искусстве создавать из существующих элементов что-то, чего не существует, но что было бы желаемой реальностью».
Мария Айвалиоти свою работу о художнике озаглавила «Димитриос Бискинис — Между сном и смертью».
Искусствовед подчёркивает в работах художника элементы сна, пророчеств, роль подсознания, выведенного на поверхность в тот период психоанализом, и лицо смерти, появляющееся величественно, как освободитель «архангел с чёрными крыльями».
Его работа «Вечерня» (1917) выражает всю агонию Бискиниса о жизни, которую художник осознавал как непрекращающуюся борьбу против неизбежного прихода смерти: «Весь смысл жизни — это непрерывная борьба человека против смерти. И в ней человек господствует только духом. Каждая духовная победа — это победа человека над силой разрушения».
Во время своего пребывания в Париже, Бискинис подвергся влиянию оккультных верований, которые доминировали в парижских художественных кругах.
Влияние этих тенденций сказывается в работах «Насмешница над смертью» (1922) и «Видение монахини» (1923).
Сон, как предзнаменование смерти, просматривается в его последней и незавершённой работе «Смерть художника» (1947).